# دوين لودفيغ
دوين لودفيغ (بالإنجليزية: Duane Ludwig) هو ملاكم كيك بوكسينغ أمريكي، ولد في 4 أغسطس 1978 في دنفر في الولايات المتحدة.

## وصلات خارجية
- دوين لودفيغ على موقع شيردوغ (الإنجليزية)
- دوين لودفيغ على موقع Tapology.com (الإنجليزية)
- دوين لودفيغ على موقع IMDb (الإنجليزية)
- دوين لودفيغ على موقع قاعدة بيانات الفيلم (الإنجليزية)